# Фонтана
Фонтана (на английски: Fontana) е град в окръг Сан Бернардино в щата Калифорния, САЩ. Фонтана е с население от 211 815 жители (по приблизителна оценка от 2017 г.) и обща площ от 109,82 km². Получава статут на град през 1952 г. Намира се на 377 m н.в. ZIP кодовете му са 92331, 92334 – 92337, а телефонният – 909.